# Congrégation du Sacré-Cœur
Die Congrégation du Sacré-Cœur (lateinisch Congregatio Sacratissimi Cordis Jesu, deutsch „Herz-Jesu-Kongregation“; Ordenskürzel SCJ) ist eine 1864 gegründete römisch-katholische Klerikerkongregation päpstlichen Rechts.
Die Mitglieder der kleinen Ordensgemeinschaft werden meist „Herz-Jesu-Priester“, in Frankreich nach ihrem Gründer auch Pères de Timon-David („Timon-David-Patres“) genannt. Sie sind nicht mit den Dehonianern zu verwechseln, die ebenfalls „Herz-Jesu-Priester“ heißen und das gleiche Ordenskürzel haben.
Der katholische Priester Joseph-Marie Timon-David hatte im Erzbistum Marseille ein Jugendwerk aufgebaut und bat den Erzbischof der Diözese Charles Joseph Eugène de Mazenod um Unterstützung. Dieser ermutigte den engagierten Geistlichen, eine eigene Ordensgemeinschaft zu gründen. 1852 wurde die Gemeinschaft gegründet, die ihr Generalat bis heute in Marseille unterhält. 2002 zählte die kleine Gemeinschaft 36 Mitglieder in neun Niederlassungen, davon 30 Priester. Seit 2010 ist Gérard-Marie Philip als Nachfolger von Michel Brondino der Generalsuperior des Ordens. 